# Schönbornstraße 60 (Garitz)

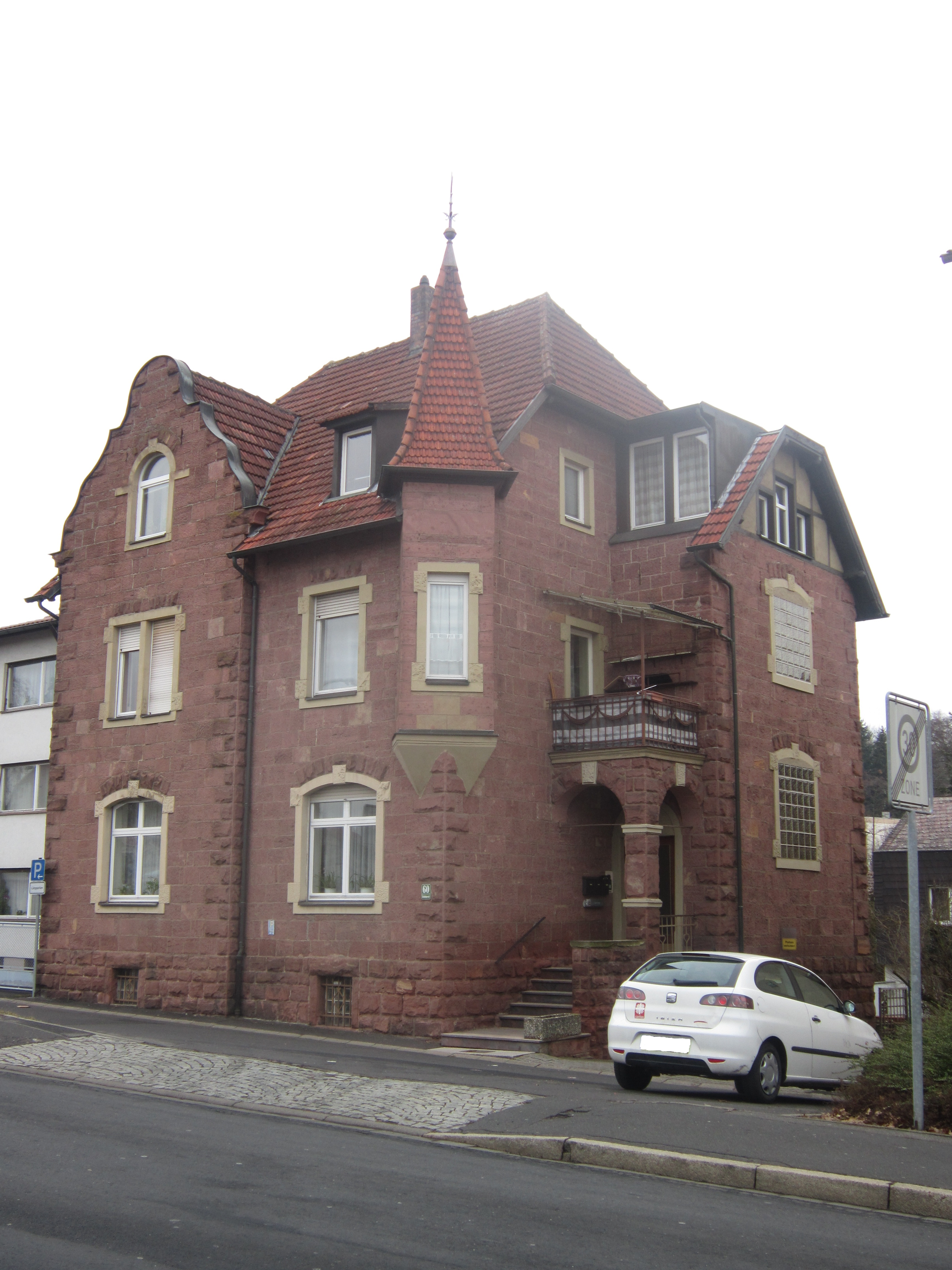
Schönbornstraße 60 in Bad Kissingen

Das Gebäude Schönbornstraße 60 in Garitz, einem Stadtteil von Bad Kissingen, der Großen Kreisstadt des unterfränkischen Landkreises Bad Kissingen gehört zu den Bad Kissinger Baudenkmälern und ist unter der Nummer D-6-72-114-375  in der Bayerischen Denkmalliste registriert.

## Geschichte
Das historistische Wohngebäude entstand um das Jahr 1900 als zweigeschossiger Sandsteinquaderbau mit Halbwalmdach, Eckerker mit Spitzhelm sowie Risaliten und Ziergiebeln. Auf kleinstmöglichem Raum sind die gängigen Kompositionsmotive der Gründerzeit kombiniert. Eine Detailgestaltung fehlt jedoch weitgehend.